# 1741.
◄ | 17. stoljeće | 18. stoljeće | 19. stoljeće | ►
◄ | 1710-ih | 1720-ih | 1730-ih | 1740-ih | 1750-ih | 1760-ih | 1770-ih | ►
◄◄ | ◄ | 1738. | 1739. | 1740. | 1741. | 1742. | 1743. | 1744. | ► | ►►
Arhitektura • Astronomija • Biologija • Glazba • Kazalište • Kemija • Kiparstvo • Knjige • Književnost • Kršćanstvo • Medicina • Politika • Pravo • Promet • Slikarstvo • Znanost

## Rođenja
- 23. svibnja – Andrea Luchesi, talijanski skladatelj († 1801.)
- 30. listopada – Angelica Kauffmann, slikarica († 1807.)[1]

## Smrti
- 28. srpnja – Antonio Vivaldi, talijanski skladatelj (* 1678.)

## Vanjske poveznice
|  | Zajednički poslužitelj ima još gradiva o temi 1741. |